# Quatiara
Quatiara is een kevergeslacht uit de familie van de boktorren (Cerambycidae). De wetenschappelijke naam van het geslacht werd voor het eerst geldig gepubliceerd in 1972 door Lane.

## Soorten
Quatiara is monotypisch en omvat slechts de volgende soort:
- Quatiara luctuosa (Leseleuc, 1844)